# Beat P. Kneubuehl
Beat Paul Kneubuehl (* 24. Juli 1944) ist ein Schweizer Mathematiker und Ballistiker.

## Leben und Wirken
Der Diplom-Mathematiker (Universität Bern) arbeitete von 1974 bis 2006 als wissenschaftlicher Mitarbeiter im Fachgebiet Ballistik in der Abteilung Ballistik/Schiessversuche der Gruppe für Rüstung des Schweizer Verteidigungsministeriums. Hauptarbeitsgebiete: Flugbahnvermessung, Geschossaerodynamik, Aussen- und Endballistik, ballistischer Schutz. Daneben interessierte sich Beat Kneubuehl früh für die Wundballistik, hier insbesondere für die physikalischen Vorgänge bei der Entstehung von Schussverletzungen.
Als Gegner von Tierversuchen entwickelte er in Zusammenarbeit mit Ärzten des Internationalen Komitees vom Roten Kreuz (IKRK) synthetische Körpermodelle für die Durchführung experimenteller Simulationen. Seine Arbeiten führten zu nachhaltigen Verbesserungen in der Beurteilung und Behandlung von Schuss- und Splitterverletzungen.
Die wundballistischen Ergebnisse und die experimentelle Simulation fanden auch Eingang in die Kriminalistik. 1999 promovierte Kneubuehl zum Doktor der forensischen Wissenschaften (Universität Lausanne).
Von 2007 bis Mitte 2014 leitete Beat Kneubuehl das Zentrum für Forensische Physik/Ballistik des Instituts für Rechtsmedizin der Universität Bern. Seine Publikationen zählen zu den Standardwerken der Ballistik, Forensik und der Wundballistik. Weitere Forschungen und Normungstätigkeit leitet er im Rahmen der internationalen Prüfstellenvereinigung VPAM in Zusammenarbeit mit dem Polizeitechnischen Institut der Deutschen Hochschule der Polizei.
Nach dem altersbedingten Ausscheiden aus der Universität Bern gründete Beat Kneubuehl 2014 die Beratungsfirma bpk consultancy GmbH für Ballistik, Physik und Kriminalistik.

## Werkübersicht
Kneubuehl verfasste zahlreiche Publikationen, die zum Teil mehrfach aufgelegt wurden, in mehreren Sprachen erschienen und weltweit bekannt sind. Nachfolgend eine unvollständige Übersicht von Standard-Werken und weiteren Publikationen:
- Ballistik. Theorie und Praxis. 2. Auflage. Springer-Verlag, Berlin 2022, ISBN 978-3-662-64792-9.
- Handbuch Geschosse. Ballistik, Treffsicherheit, Wirksamkeit, Messtechnik. Springer-Verlag, 2024, ISBN 978-3-662-69017-8 (Neuauflage des Buches Geschosse Gesamtausgabe).
- Geschosse. Ballistik, Messtechnik, Wirksamkeit, Treffsicherheit (Gesamtausgabe). Dietikon, Motorbuch, Stocker-Schmid, 2013, ISBN 978-3-613-30666-0.
- Wundballistik. Grundlagen und Anwendungen. 4. Auflage. Springer-Verlag, Berlin 2022, ISBN 978-3-662-64858-2.
- Das Abprallen von Geschossen aus forensischer Sicht. Le ricochet des projectiles en sciences forensiques. Thun 1999, ISBN 3-540-79008-X.
- Vergleich der Gefährdung durch abgeprallte bleihaltige und bleifreie Jagdgeschosse. Bern 2011 (bpk-thun.ch).
- Streuung und Treffwahrscheinlichkeit bei Kleinwaffen. Thun 2019 (bpk-thun.ch).

## Rezeption
- Im Oktober 2009 wurde der Ig-Nobelpreis für Frieden an Stephan Bolliger, Steffen Ross, Lars Oesterhelweg, Michael Thali und Beat Kneubuehl vergeben. Inhalt der ausgezeichneten Arbeit waren ballistische Untersuchungen über die Differenz von Aufprallwirkungen voller beziehungsweise leerer Bierflaschen.[7]
- Im Jahre 2010 erhielt Kneubuehl die Ehrendoktorwürde der medizinischen Fakultät der Universität Bern, in erster Linie wegen des humanitären Potenzials seiner Arbeiten zur Physik der Schussverletzung.[1]
- 2014 wurde ihm mit Blick auf die forensischen Anwendungen seines Werkes der Konrad-Händel-Stiftungspreis der Deutschen Gesellschaft für Rechtsmedizin verliehen.[1]